# Grégoire (automerk)
Grégoire was een Franse autofabrikant die lichte, snelle sportieve wagens produceerde in de periode 1904 tot 1924.

## Geschiedenis
Op 25 augustus 1902 ging een jonge ingenieur Pierre Joseph Grégoire een overeenkomst aan met Louis Soncin, de producent van het automerk Cyclone. Het nieuwe merk werd Soncin-Grégoire et Cie, een bedrijf dat zich toelegde op werktuigbouw en de productie van automobielen. Al op 8 oktober 1902 gaf Soncin na een gerechtelijke schikking zijn rechten op.
Gedurende het eerste jaar (1903) werden motoren voor vliegtuigen en luchtschepen geproduceerd; daarna begon de productie van auto's. De eerste modellen werden gepresenteerd op de Salon d'Automobile van 1903. Er waren twee stands, een voor de auto's en de andere voor de (vliegtuig)motoren. De gepresenteerde auto's betroffen een 6 cv (eencilinder) en een 10 cv (tweecilinder) tweezitter en een 18 cv (viercilinder) met vier zitplaatsen. In 1905 volgde een robuuste uitvoering in 8 en 10 cv waarmee aan wedstrijden werd deelgenomen.
In 1906 werd het bedrijf Societe Anonyme des Automobiles Grégoire geconstitueerd met een kapitaal van 1,2 miljoen frank. Het bedrijf vestigde zich aan Godot de Mauroystraat 21 in Parijs met een hoofdkantoor en winkel; de vestiging in Poissy werd verlaten.
In 1907 weord Xavier Civelli de Boch commercieel directeur en opende een autowinkel aan Rue Villaret de Joyeuse 3 in Parijs. Het echte succes bleef uit: de modellen waren niet vernieuwend genoeg om het publiek te behagen.
Vanaf 1911 werden nieuwe modellen ontworpen met klinkende namen als: de dubbele sedan, de drievoudige sedan, de onderzeeër en de limousine, allen uitgerust met een viertakt lange-slagmotor. Op de autoshow van 1912 presenteerde het bedrijf de ontwerpen van Dumont en Bellanger. Het jaar daarop verliet Robert Bellanger Grégoire en richtte hij de Société Anonyme des Automobiles Bellanger Frères op.
Gedurende de Eerste Wereldoorlog produceerde men militair materieel.
Na de oorlog werd een 15 cv chassis aangeboden in zes modellen. Dat was de eerste met bovenliggende nokkenas. De financiële resultaten vielen tegen omdat de productiekosten te hoog waren.
In 1921 werd nieuwste model de 15 cv, type 134, gepresenteerd.
In 1923 werden alleen nog motoren voor een ander bedrijf gemaakt, en in 1924 sloot Grégoire zijn bedrijf.
Grégoire overleed op 25 juli 1962 in Suresnes op 86-jarige leeftijd.

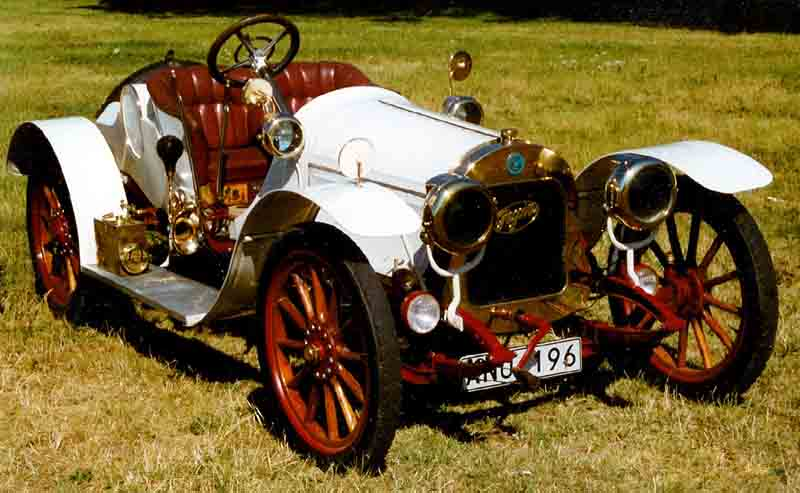
Grégoire uit 1908
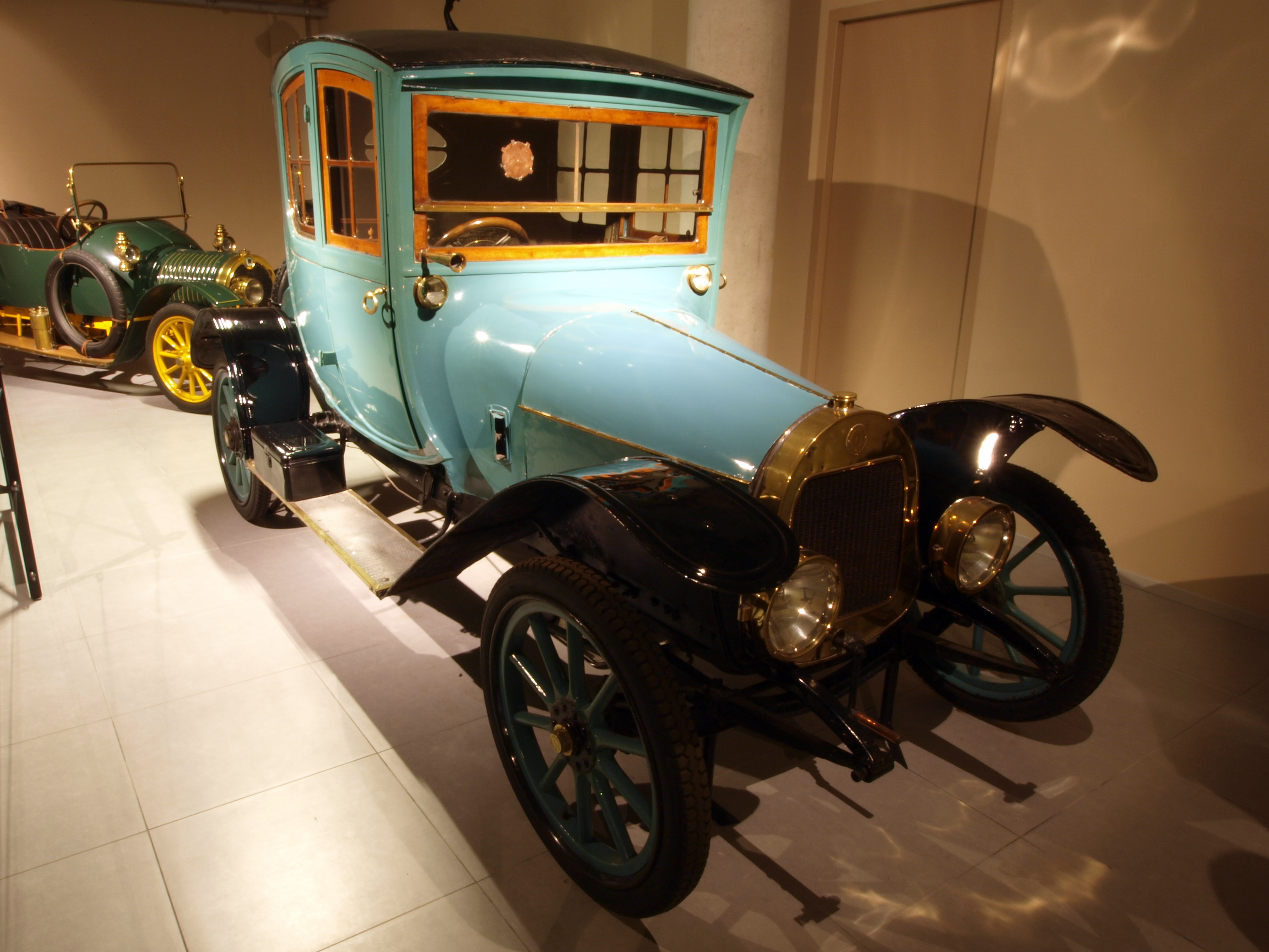
Grégoire coupé uit 1909
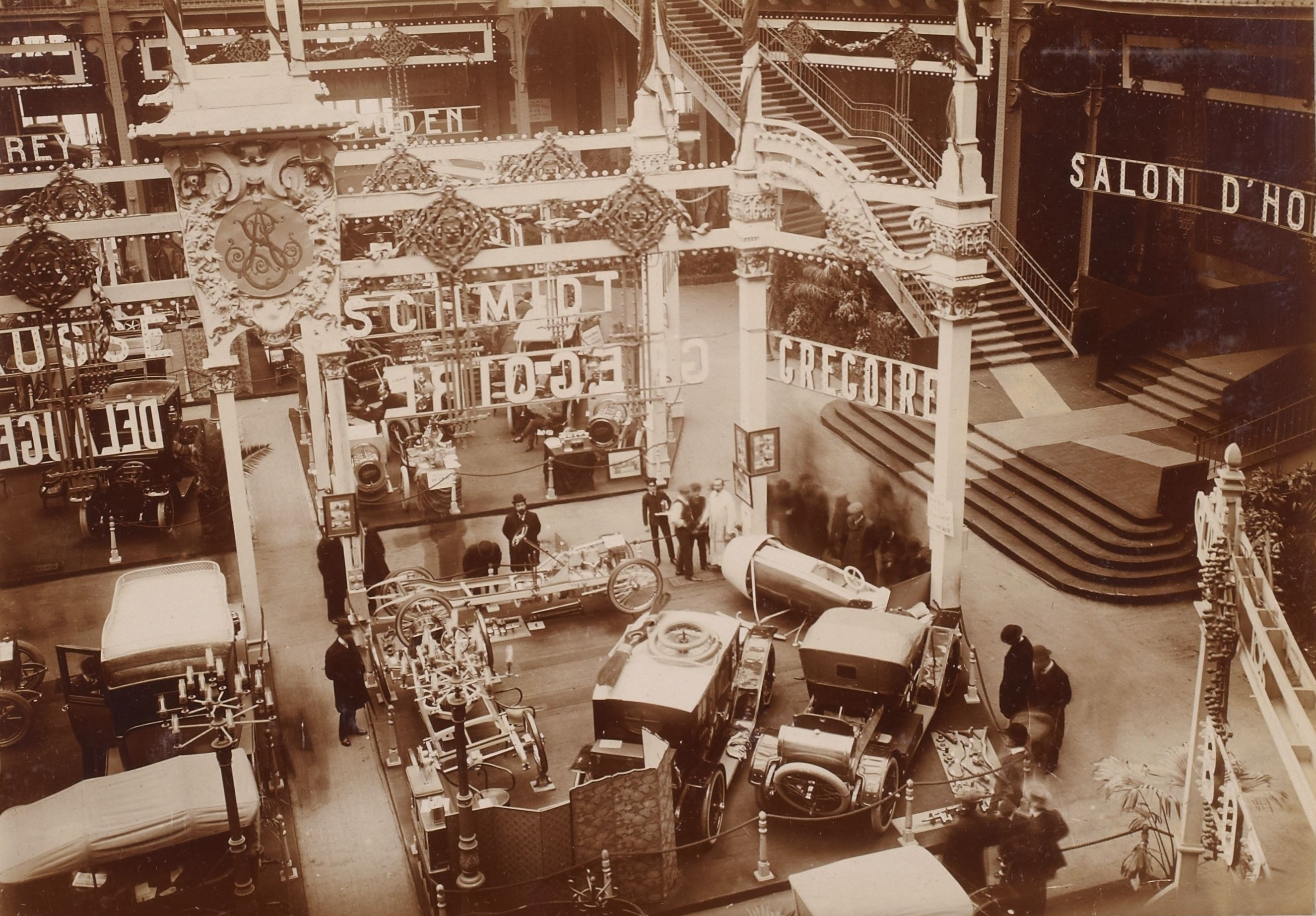
Stand Grégoire op de Salon de l'Automobile van 1910
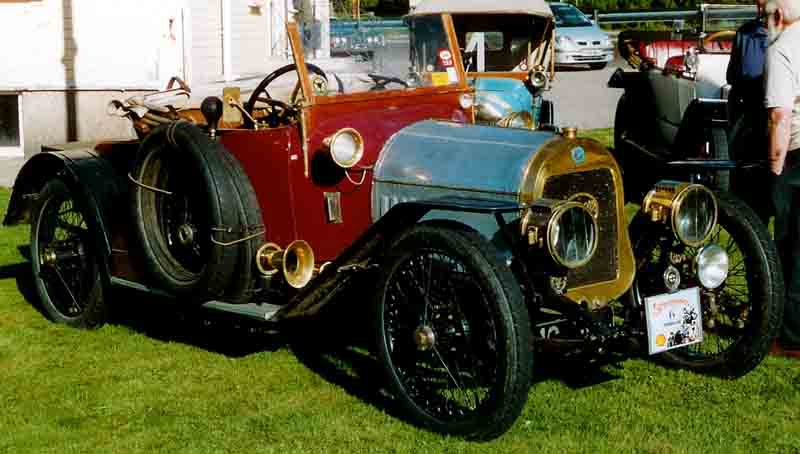
Grégoire uit 1911
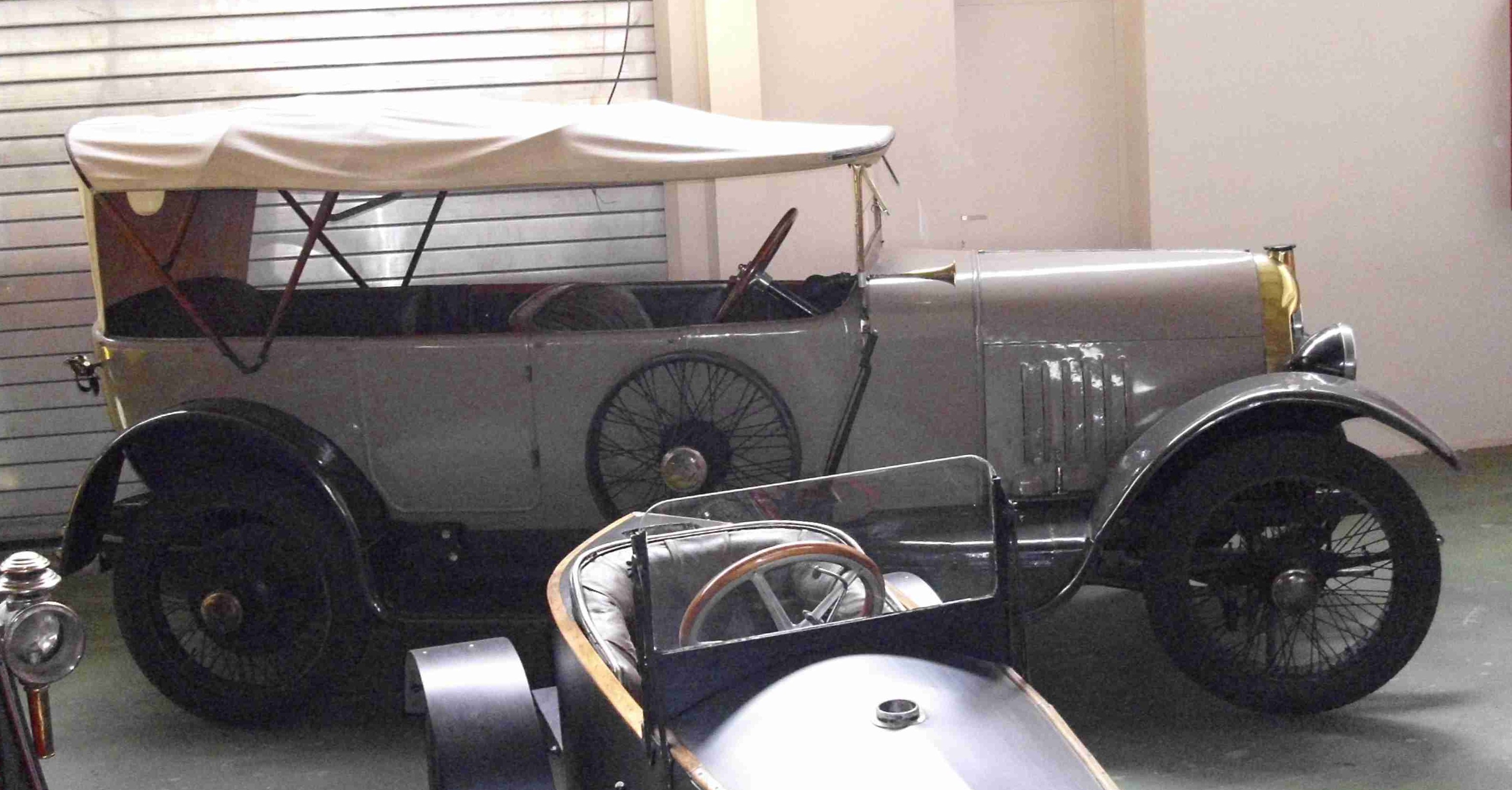
Grégoire 15 cv type 134, 1921

## Autosport
Circuit des Ardennes met als coureurs Tavenaux, graaf Louis Philippe de Marne en Xavier Civelli de Boch.
Coupe des Voiture, vervolgens de Tour de France, de Targa Florio en de Grand Prix van de ACF 1906.

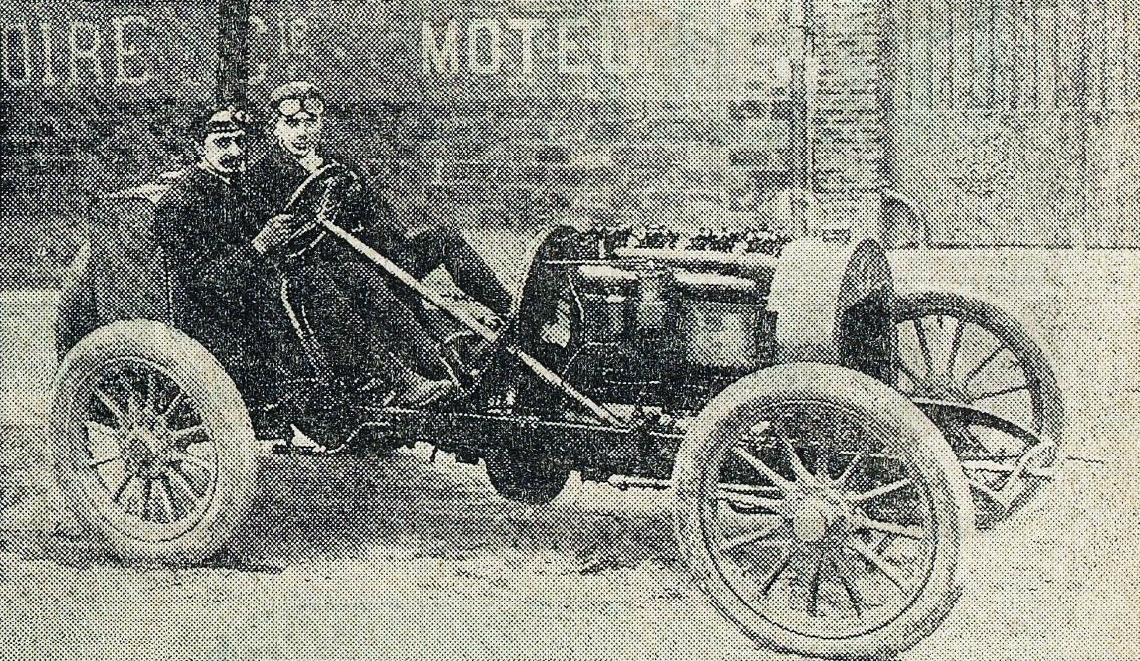
Philippe Taveneaux, Grand Prix 1906.
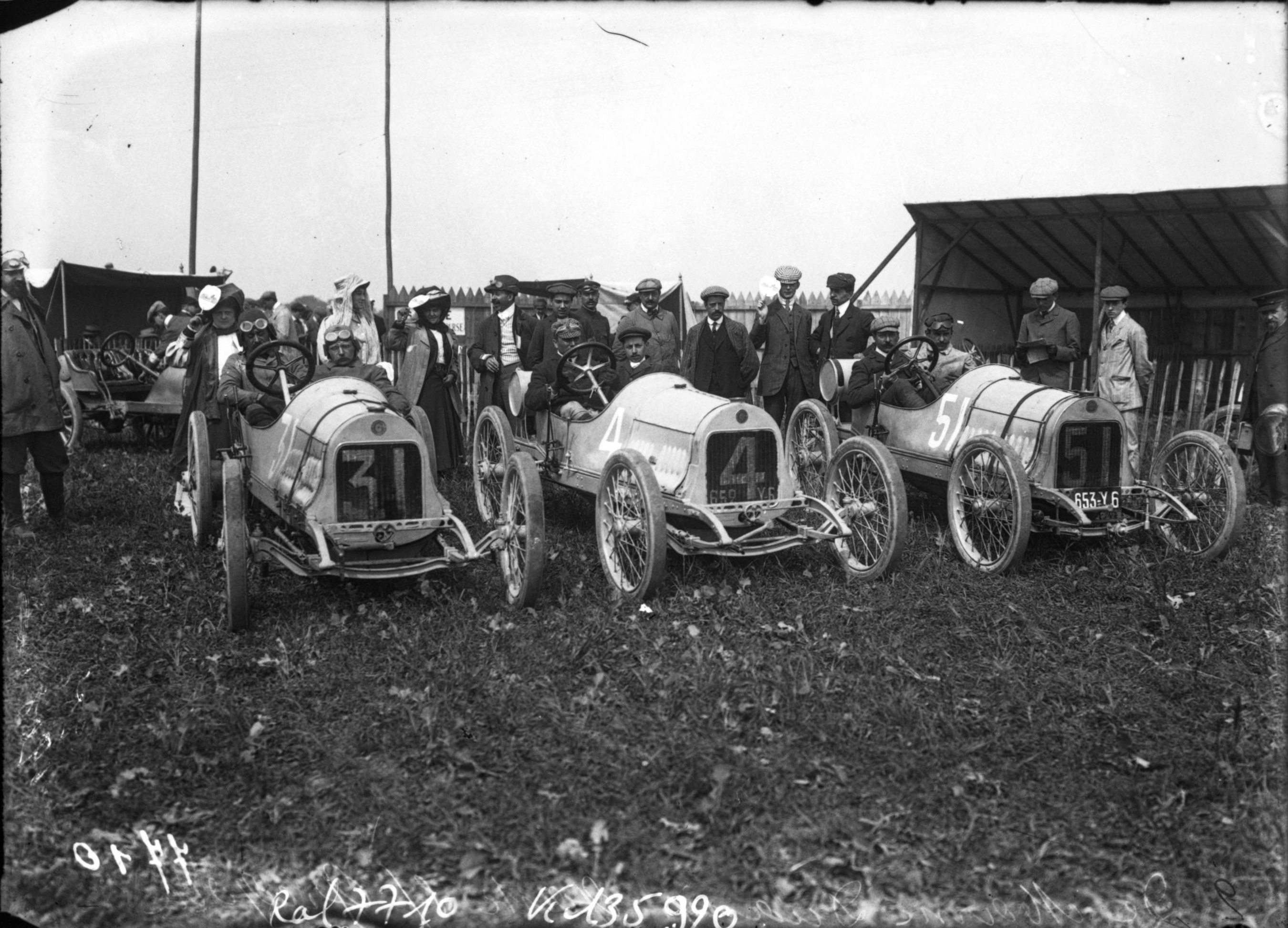
De ploeg van Grégoire (de Marne, Pinaud en Gasté), 1908 eerste Grand Prix de Voiturettes de Dieppe.
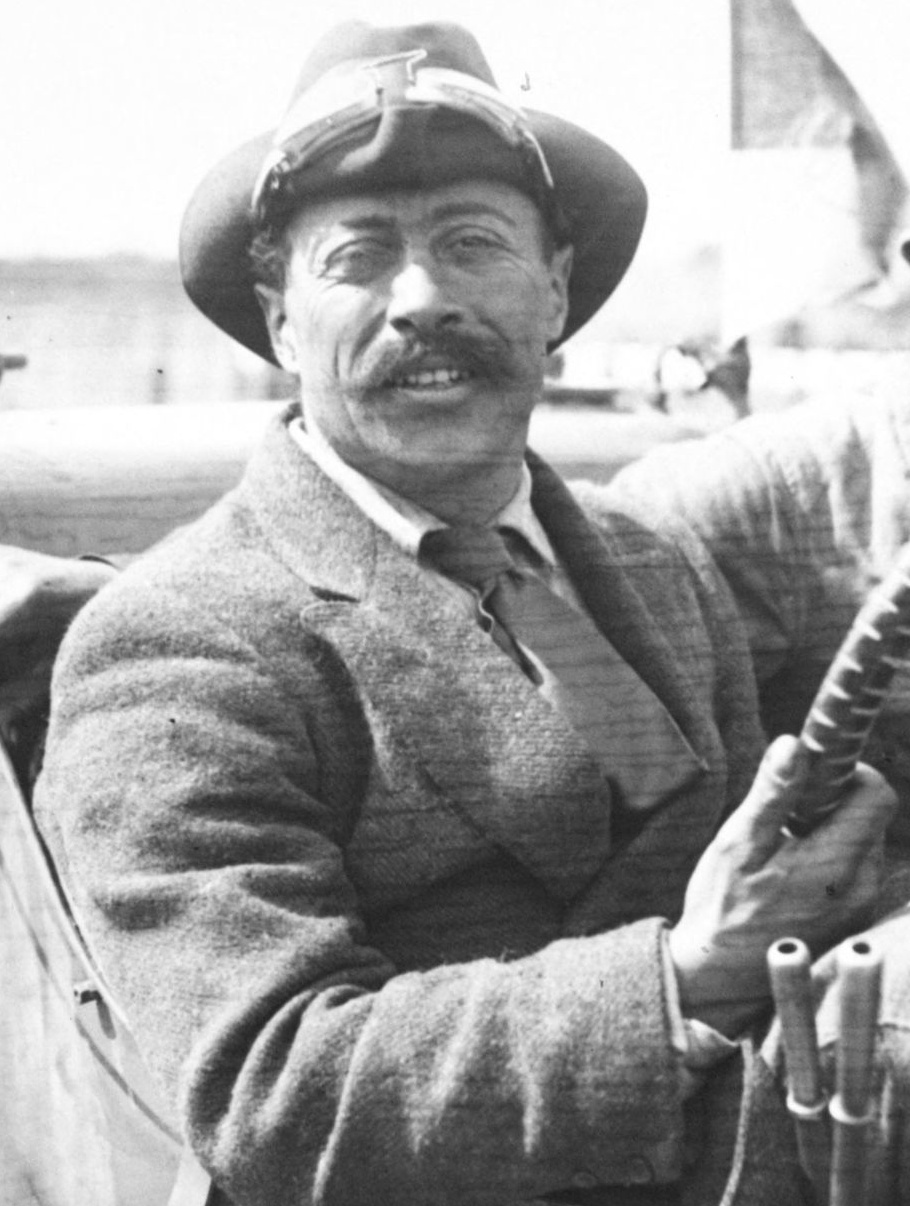
Philippe de Marne, Grand Prix l'ACF, 1912.
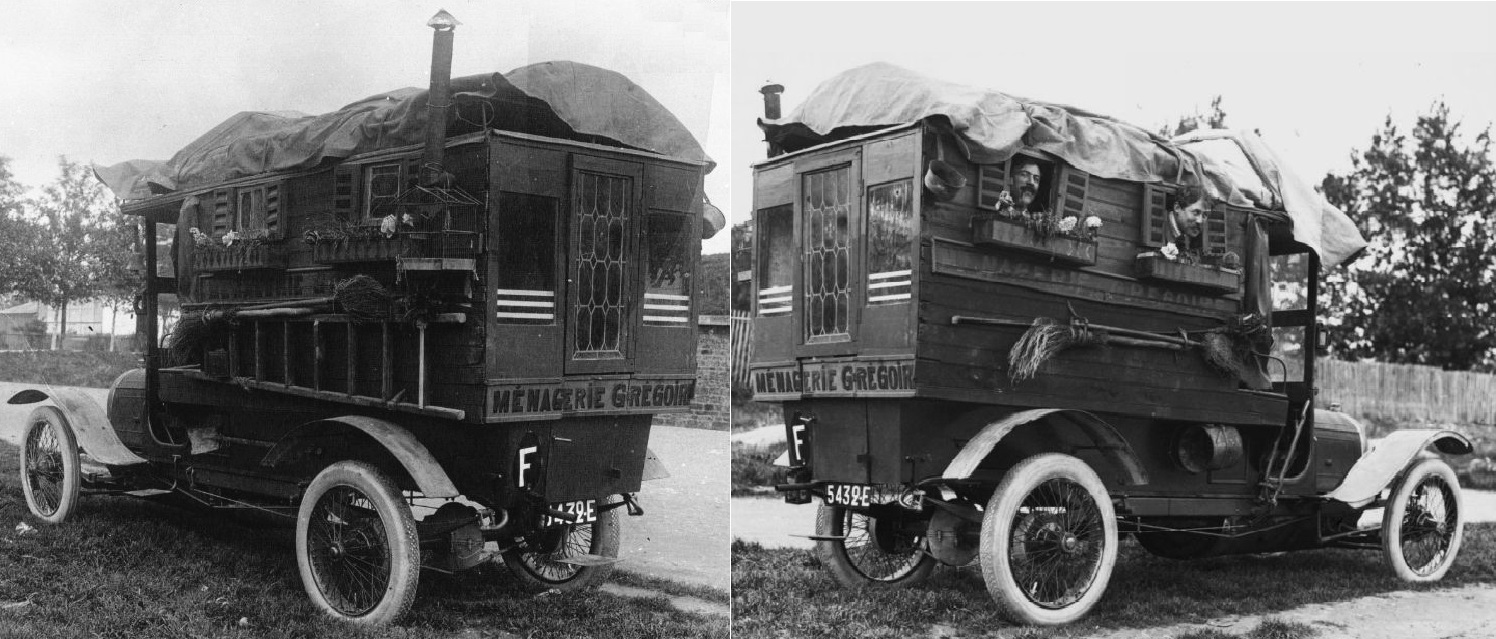
1912, "Camper" met 11 personen wint de rally Posen (Polen) -San Sebastian (Spanje) (3500 kilometer in 7 dagen), ook kreeg het voertuig met zijn bloembakken de Prix de l'Elegance.
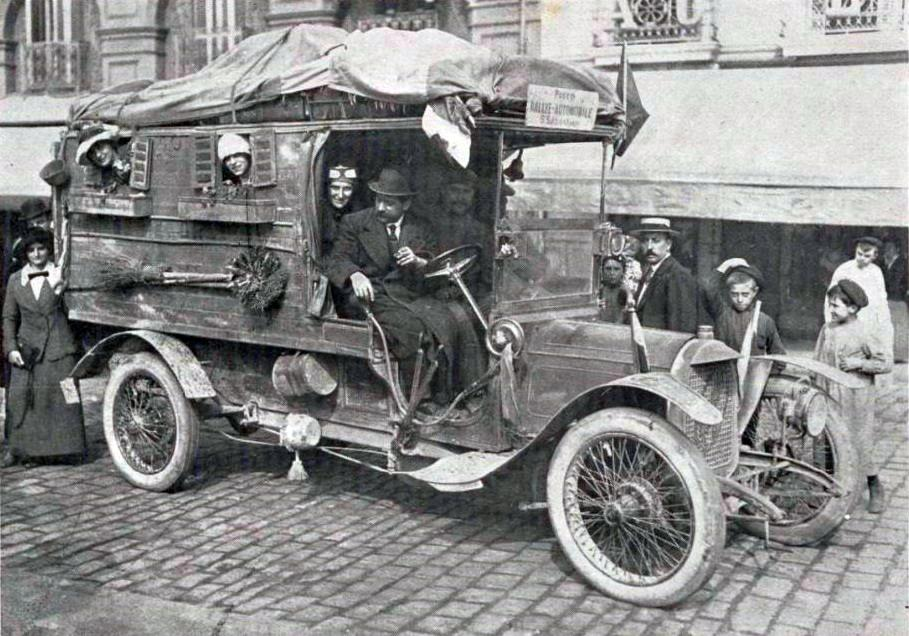
de eerste gesloten carrosserie van de rally Posen-Saint-Sébastien.

## Vliegtuigmotoren
In 1909 wordt op de luchtvaartshow in Parijs de Grégoire Gyp met een 4-cilindermotor gepresenteerd.